# 青木一平
青木 一平（あおき いっぺい、1974年8月31日 - ）は、日本の元男子バレーボール選手、現指導者。千葉県習志野市出身。ポジションはミドルブロッカー。

## 来歴
中学1年からバレーボールを始める。船橋市立船橋高等学校を経て順天堂大学へ進学。
1997年4月大学卒業後、NECホームエレクトロニクス・ホワイトブリッツに入団。廃部により1997年6月NECブルーロケッツに移籍。
1999年Vリーグ優勝、1999年、2003年黒鷲旗全日本男女選抜バレーボール大会優勝などに貢献し、2006年現役引退。
2008年NECブルーロケッツコーチに就任。2009年チーム休部。

## 所属チーム
- 船橋市立船橋高等学校
- 順天堂大学
- NECホームエレクトロニクス・ホワイトブリッツ
- NECブルーロケッツ（1997年-2006年、2008年-2009年）